# کند بالا
کُند بالا یا کند علیا یکی از روستاهای دهستان لواسان کوچک بخش لواسانات در شهرستان شمیرانات استان تهران ایران که در دامنه کوه مهرچال واقع شده است. اهالی روستای کند بالا به زبان تاتی صحبت می‌کنند.

## جمعیت
جمعیت این روستا بر اساس سرشماری سال ۱۳۸۵ حدود ۱۷۳۴ نفر در ۱۸۷ خانوار بوده‌است. در سرشماری ۱۳۹۵ جمعیت روستا به ۱۱۱۹ نفر و ۳۶۸ خانوار رسیده‌است.